# World Food Prize

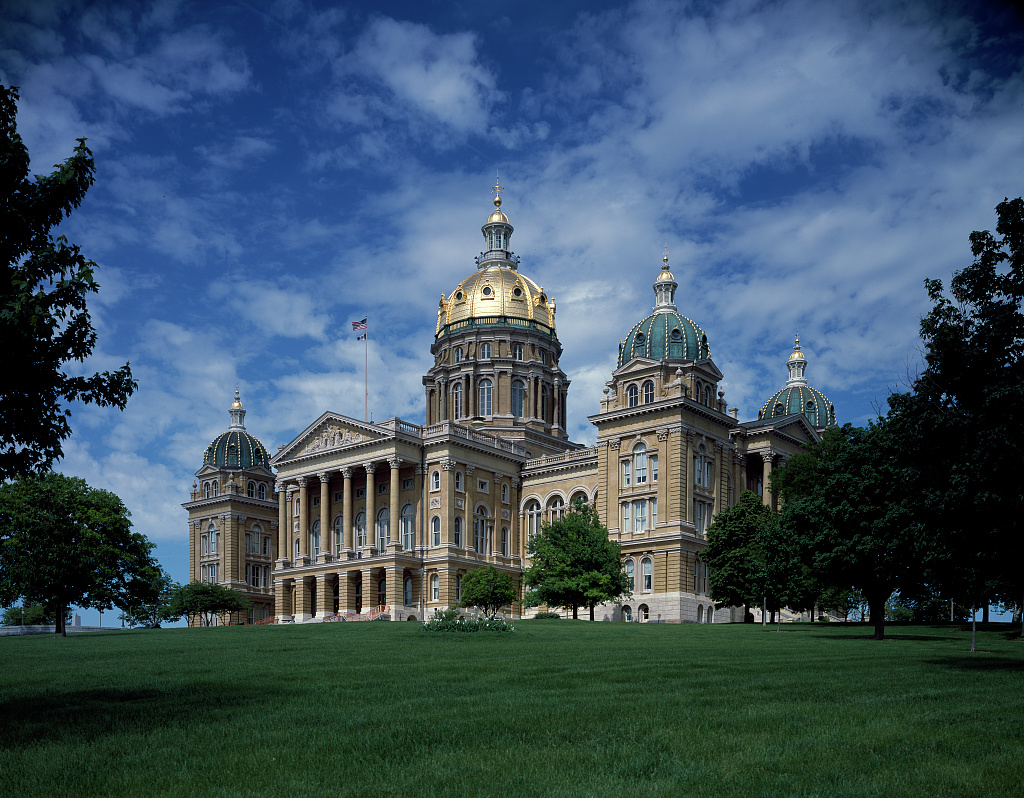
Il Campidoglio dello Stato dello Iowa, dove gli assegnatari vengono onorati e dove viene loro consegnato ufficialmente il premio

Il World Food Prize (lett. "Premio mondiale per il cibo") è un riconoscimento internazionale per i risultati ottenuti da individui che hanno promosso lo sviluppo umano migliorando qualità, quantità o disponibilità di cibo nel mondo. Concepito dal Premio Nobel per la pace Norman Borlaug e istituito nel 1986 grazie al sostegno della General Foods, il premio è stato previsto e promosso come il più alto riconoscimento nel campo dell'alimentazione e dell'agricoltura. Oggi è amministrato dalla World Food Prize Foundation con il sostegno di numerosi sponsor.
Fin dal 1987, il premio è stato assegnato annualmente per riconoscere i contributi in qualunque campo coinvolto nella fornitura mondiale di cibo come: scienza degli animali, acquacoltura, scienza del suolo, conservazione dell'acqua, nutrizione, salute, scienza delle piante, scienza dei semi, patologie delle piante, protezione dei raccolti, tecnologia alimentare, sicurezza alimentare, politica, ricerche, infrastrutture, soccorso nell'emergenza e riduzione della povertà e della fame.
Gli assegnatari sono onorati e ricevono ufficialmente il premio a Des Moines, nello Iowa (Stati Uniti d'America), in una cerimonia tenuta nel Campidoglio dello Stato dello Iowa. Agli assegnatari vengono riconosciuti un diploma, una scultura commemorativa disegnata da Saul Bass e una somma in denaro di 250 000 $.
Un numero di eventi associati ed onori comprendono il World Food Prize Symposium o il Borlaug Dialogue, lo Iowa Hunger Summit e programmi per i giovani quali il Borlaug-Ruan International Internships. (Quinn, M. S. Swaminathan-Scientist, Hunger Fighter, World Food Prize Laureate, 2015, p. 423).

## Storia
A Norman Borlaug (1914–2009) fu assegnato il Premio Nobel per la pace nel 1970 per i suoi contributi che fornirono un elevato incremento nella produzione globale di cibo. Il Presidente del Comitato Nobel Aase Lionæs spiegò che il comitato aveva associato la fornitura di una maggior quantità di cibo necessaria al mondo a una strada verso la pace. Inoltre, l'incremento della produzione di cibo ha fornito ai pianificatori delle politiche nel mondo un maggior numero di anni di tempo nel determinare come sfamare la popolazione crescente. 12 anni dopo, Borlaug si rivolse alla Fondazione Nobel affinché includesse un premio per il cibo e l'agricoltura. Comunque, la Fondazione era stata indirizzata dalla volontà di Alfred Nobel, che non consentiva la creazione di un tale nuovo premio. Borlaug continuò la sua ricerca di uno sponsor altrove.
Nel 1986, la General Foods Corporation, sotto la Vicepresidenza di A. S. Clausi, concordò di creare il premio ed essere lo sponsor fondatore. L'importo su cui concordarono, 200 000 US$, era equivalente al valore dei Premi Nobel a quel tempo. Nel 1990, la sponsorizzazione fu assunta dall'uomo di affari e filantropo John Ruan e dalla sua famiglia. La famiglia Ruan creò la Fondazione World Food Prize accompagnata da una sovvenzione di 10 milioni di dollari. Nel 2000, Kenneth M. Quinn ne divenne presidente. Borlaug, Ruan e Quinn provenivano tutti e tre dallo stato USA dello Iowa. Barbara Stinson successe a Quinn come secondo presidente nel 2019.

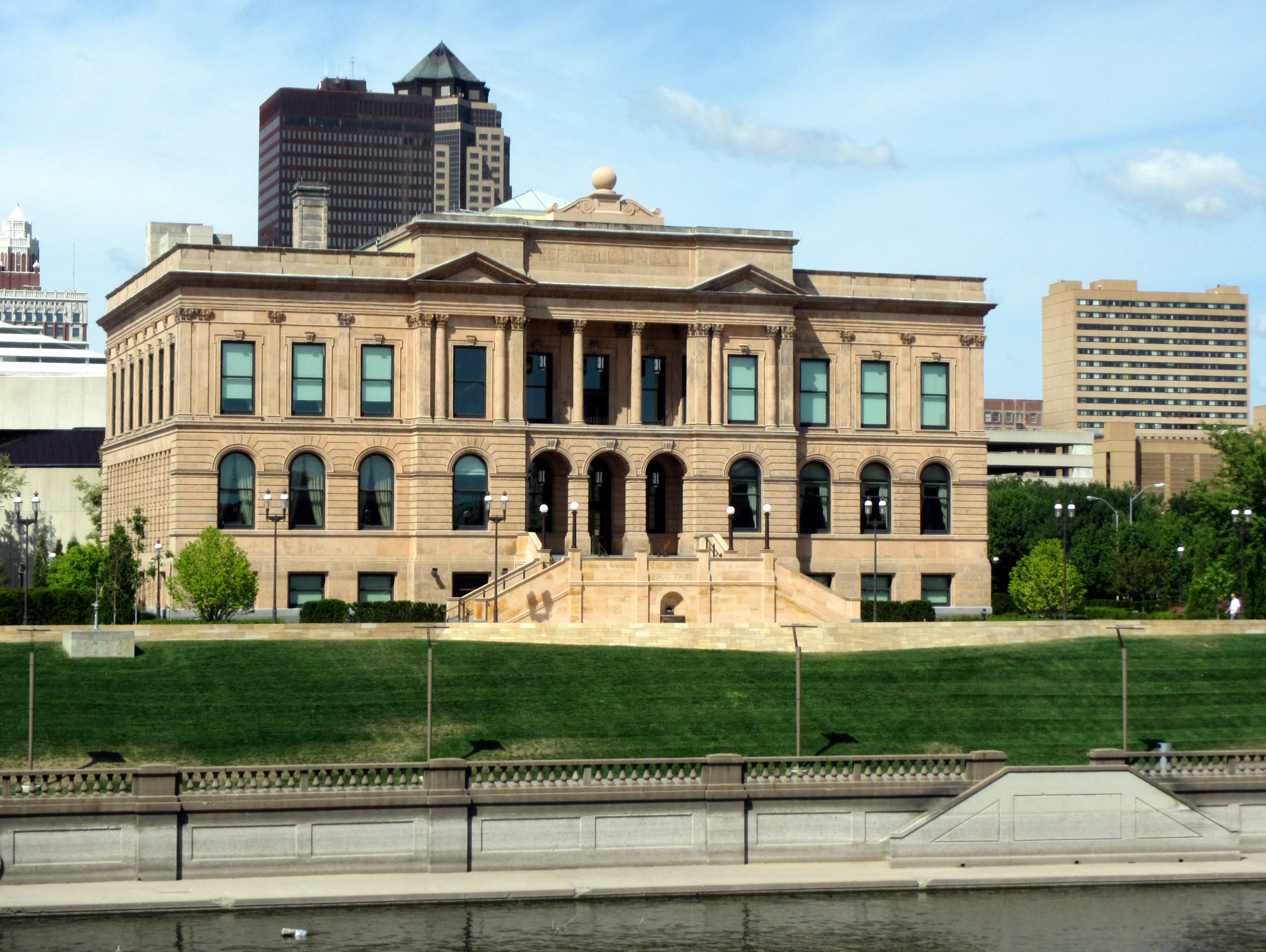
Hall dei Laureati del World Food Prize, la rinnovata e riabilitata ex biblioteca di Des Moines

La ex biblioteca di Des Moines fu acquistata e la famiglia Ruan donò 5 milioni di dollari per ristrutturare l'edificio come quartier generale della Fondazione World Food Prize. Numerosi sponsor proseguirono a contribuire con oltre 20 milioni di US$ in una campagna per trasformare l'edificio in un museo pubblico, la Hall dei Laureati, per onorare Borlaug e l'opera dei premiati con il Premio World Food. Tra gli altri sponsor si trovano oltre 100 fondazioni caritatevoli, aziende e persone individuali, che hanno aiutato a sostenere il premio e gli eventi associati della Fondazione. La sala del Consiglio nella Hall dei Laureati commemora 27 individui che ebbero un'importante parte nella fondazione del premio.
Il primo Presidente del comitato di selezione dei premiati con il World Food Prize fu Norman Borlaug. Borlaug designò il primo premiato M. S. Swaminathan come suo successore nel 2009. Attualmente, Gebisa Ejeta, la premiata del 2009, è la Presidente. A parte il Presidente, che è un membro non-votante, gli altri membri del comitato della selezione rimangono anonimi.

## Premiati con il World Food Prize
| Anno | Premiati                  | Paese                       | Motivo | Fonte                |
| ---- | ------------------------- | --------------------------- | --- | -------------------- |
| 1987 | M. S. Swaminathan         | India                       | Per la leadership e la scienza nell'introduzione di varietà di frumento e riso ad alta resa in India negli anni 1960 dando inizio alla Rivoluzione verde in India, e per la leadership all'International Rice Research Institute | [ 26 ] [ 27 ]        |
| 1988 | Robert F. Chandler        | Stati Uniti                 | Per la leadership nell'istituzione dell'International Rice Research Institute e del World Vegetable Center, preparando la strada per la creazione del CGIAR, e la scienza che conduce allo sviluppo di riso ad alta resa | [ 28 ] [ 29 ]        |
| 1989 | Verghese Kurien           | India                       | Per la leadership durante l'Operazione Flood, per rendere il fattore proprietario della sua cooperativa, risultando in India emergente come il maggior produttore di latte | [ 30 ] [ 31 ]        |
| 1990 | John Niederhauser         | Stati Uniti                 | Per la leadership e la ricerca scientifica nella produzione di patate e per il miglioramento della loro resistenza alle malattie | [ 32 ] [ 33 ]        |
| 1991 | Nevin S. Scrimshaw        | Stati Uniti                 | Per gli studi sulla nutrizione umana combattendo le carenze di proteine, iodio e ferro e lo sviluppo di cibi ricchi di nutrimento | [ 34 ] [ 35 ]        |
| 1992 | Edward F. Knipling        | Stati Uniti                 | Per lo sviluppo della tecnica del maschio sterile per controllare insetti parassiti che danneggiano la produzione di cibi | [ 36 ] [ 37 ] [ 38 ] |
| 1992 | Raymond Bushland          | Stati Uniti                 | Per lo sviluppo della tecnica del maschio sterile per controllare insetti parassiti che danneggiano la produzione di cibi | [ 36 ] [ 37 ] [ 38 ] |
| 1993 | He Kang                   | Cina                        | Per riforme come capo del Ministero dell'Agricoltura che rese la Cina autosufficiente nella produzione di cibo | [ 39 ] [ 40 ]        |
| 1994 | Muhammad Yunus            | Bangladesh                  | Per programmi innovativi di micro prestiti ai poveri, fornendo accesso a milioni di persone a più cibo e migliore nutrimento | [ 41 ] [ 42 ]        |
| 1995 | Hans Rudolf Herren        | Svizzera                    | Per lo sviluppo di un programma di controllo di un parassita della cassava, le Pseudococcidae, che possono distruggere i raccolti africani di cassava | [ 43 ] [ 44 ]        |
| 1996 | Henry Beachell            | Stati Uniti                 | Per i progressi nella coltivazione di riso che hanno portato ad aumenti consistenti della produzione di riso a beneficio di molti Paesi | [ 45 ] [ 46 ]        |
| 1996 | Gurdev Khush              | India                       | Per i progressi nella coltivazione di riso che hanno portato ad aumenti consistenti della produzione di riso a beneficio di molti Paesi | [ 45 ] [ 46 ]        |
| 1997 | Ray F. Smith              | Stati Uniti                 | Per gli sforzi individuali e congiunti nello sviluppo sostenibile di tecniche di lotta integrata ai parassiti | [ 47 ] [ 48 ]        |
| 1997 | Perry Adkisson            | Stati Uniti                 | Per gli sforzi individuali e congiunti nello sviluppo sostenibile di tecniche di lotta integrata ai parassiti | [ 47 ] [ 48 ]        |
| 1998 | B.R. Barwale              | India                       | Per aver migliorato l'accesso commerciale a semi di alta qualità in India | [ 49 ] [ 50 ]        |
| 1999 | Walter Plowright          | Regno Unito                 | Per lo sviluppo di un vaccino contro la piaga della peste bovina | [ 51 ] [ 52 ]        |
| 2000 | Evangelina Villegas       | Messico                     | Per le ricerche e la leadership nel migliorare la produttività e il contenuto nutrizionale del mais mediante lo sviluppo di proteine di qualità del mais | [ 53 ] [ 54 ]        |
| 2000 | Surinder Vasal            | India                       | Per le ricerche e la leadership nel migliorare la produttività e il contenuto nutrizionale del mais mediante lo sviluppo di proteine di qualità del mais | [ 53 ] [ 54 ]        |
| 2001 | Per Pinstrup-Andersen     | Danimarca                   | Per gli sforzi nella ricerca che ha condotto in parecchi Paesi a cambiamenti di politica relativi a sussidi in cibo | [ 55 ] [ 56 ]        |
| 2002 | Pedro A. Sanchez          | Stati Uniti                 | Per lo sviluppo di metodi per rigenerare la fertilità a suoli degradati in Africa e Sudamerica. | [ 57 ] [ 58 ]        |
| 2003 | Catherine Bertini         | Nazioni Unite               | Per la trasformazione del Programma alimentare mondiale in un'effettiva organizzazione umanitaria di soccorso in cibo | [ 59 ] [ 60 ]        |
| 2004 | Yuan Longping             | Cina                        | Per lo sviluppo delle varietà di riso ibrido, comprese le tecnologie ad esso necessarie | [ 61 ] [ 62 ]        |
| 2004 | Monty Jones               | Sierra Leone                | Per lo sviluppo di Nuovo riso per l'Africa, con il potenziale per incrementare i raccolti di riso in Africa | [ 61 ] [ 63 ]        |
| 2005 | Modadugu Vijay Gupta      | India                       | Per lo sviluppo e la diffusione di tecniche a basso costo di itticoltura in acque dolci | [ 64 ] [ 65 ]        |
| 2006 | Edson Lobato              | Brasile                     | Per igli sforzi individuali nella scienza e nella politica che aprì la regione del Cerrado in Brasile all'agricoltura | [ 66 ] [ 67 ]        |
| 2006 | Alysson Paulinelli        | Brasile                     | Per igli sforzi individuali nella scienza e nella politica che aprì la regione del Cerrado in Brasile all'agricoltura | [ 66 ] [ 67 ]        |
| 2006 | Andrew Colin McClung      | Stati Uniti                 | Per igli sforzi individuali nella scienza e nella politica che aprì la regione del Cerrado in Brasile all'agricoltura | [ 66 ] [ 67 ]        |
| 2007 | Philip E. Nelson          | Stati Uniti                 | Per il miglioramento dell'imballaggio asettico e la diffusione mondiale della tecnologia | [ 68 ] [ 69 ]        |
| 2008 | Bob Dole                  | Stati Uniti                 | Per la leadership nell'incoraggiare l'incarico globale nell'alimentazione nelle scuole | [ 70 ]               |
| 2008 | George McGovern           | Stati Uniti                 | Per la leadership nell'incoraggiare l'incarico globale nell'alimentazione nelle scuole | [ 70 ]               |
| 2009 | Gebisa Ejeta              | Etiopia                     | Per lo sviluppo in Africa del primo sorgo ibrido resistente alla siccità e alla parassitica striga | [ 71 ] [ 72 ]        |
| 2010 | David Beckmann            | Stati Uniti                 | Per la loro leadership in due organizzazioni di base che affrontano la fame e il nutrimento | [ 73 ] [ 74 ]        |
| 2010 | Jo Luck                   | Stati Uniti                 | Per la loro leadership in due organizzazioni di base che affrontano la fame e il nutrimento | [ 73 ] [ 74 ]        |
| 2011 | John Kufuor               | Ghana                       | Per aver creato e implementato politiche dei governi per alleviare fame e povertà nei loro Paesi | [ 75 ] [ 76 ]        |
| 2011 | Luiz Inácio Lula da Silva | Brasile                     | Per aver creato e implementato politiche dei governi per alleviare fame e povertà nei loro Paesi | [ 75 ] [ 76 ]        |
| 2012 | Daniel Hillel             | Israele                     | Per aver concepito e implementato micro-irrigazioni in regioni con terre aride e secche | [ 77 ] [ 78 ]        |
| 2013 | Marc Van Montagu          | Belgio                      | Per i loro risultati individuali nella moderna biotecnologia agricola a favore della sostenibilità e della sicurezza globale del cibo (vedi la controversia che causò critiche all'assegnazione del premio a Chilton, Fraley e Montagu da parte degli oppositori alle piante transgeniche). Nel 2014, tre persone furono arrestate mentre protestavano contro il World Food Prize a Des Moines.) | [ 84 ] [ 85 ]        |
| 2013 | Mary-Dell Chilton         | Stati Uniti                 | Per i loro risultati individuali nella moderna biotecnologia agricola a favore della sostenibilità e della sicurezza globale del cibo (vedi la controversia che causò critiche all'assegnazione del premio a Chilton, Fraley e Montagu da parte degli oppositori alle piante transgeniche). Nel 2014, tre persone furono arrestate mentre protestavano contro il World Food Prize a Des Moines.) | [ 84 ] [ 85 ]        |
| 2013 | Robert Fraley             | Stati Uniti                 | Per i loro risultati individuali nella moderna biotecnologia agricola a favore della sostenibilità e della sicurezza globale del cibo (vedi la controversia che causò critiche all'assegnazione del premio a Chilton, Fraley e Montagu da parte degli oppositori alle piante transgeniche). Nel 2014, tre persone furono arrestate mentre protestavano contro il World Food Prize a Des Moines.) | [ 84 ] [ 85 ]        |
| 2014 | Sanjaya Rajaram           | India Messico               | Per aver sviluppato 480 varietà di frumento resistente alle malattie e incrementato la produzione globale di 200 milioni di tonnellate | [ 86 ] [ 87 ]        |
| 2015 | Fazle Hasan Abed          | Bangladesh                  | Per aver costituito un'organizzazione efficace nel ridurre la povertà in Bangladesh e in altri 10 Paesi | [ 88 ] [ 89 ] [ 90 ] |
| 2016 | Maria Andrade             | Capo Verde                  | Per il "singolo esempio di maggior successo di biofortificazione" nella forma di tipo-arancia di patata dolce che è resistente, tollerante e di alta resa | [ 91 ] [ 92 ]        |
| 2016 | Robert Mwanga             | Uganda                      | Per il "singolo esempio di maggior successo di biofortificazione" nella forma di tipo-arancia di patata dolce che è resistente, tollerante e di alta resa | [ 91 ] [ 92 ]        |
| 2016 | Jan Low                   | Stati Uniti                 | Per il "singolo esempio di maggior successo di biofortificazione" nella forma di tipo-arancia di patata dolce che è resistente, tollerante e di alta resa | [ 91 ] [ 92 ]        |
| 2016 | Howarth Bouis             | Stati Uniti                 | Per "l'implementazione di un approccio multi-istituzionale alla biofortificazione come strategia globale per la coltivazione delle piante" | [ 91 ] [ 92 ]        |
| 2017 | Akinwumi Adesina          | Nigeria                     | Per la leadership e l'innovazione nel creare la volontà politica di trasformare l'agricoltura africana a tutti i livelli | [ 93 ] [ 94 ]        |
| 2018 | Lawrence Haddad           | Regno Unito Sudafrica       | Per aver elevato la denutrizione materna e infantile a tema centrale a livelli nazionali e internazionali | [ 95 ] [ 96 ]        |
| 2018 | David Nabarro             | Regno Unito Nazioni Unite   | Per aver elevato la denutrizione materna e infantile a tema centrale a livelli nazionali e internazionali | [ 95 ] [ 96 ]        |
| 2019 | Simon N. Groot            | Paesi Bassi                 | Per aver dato più potere ai piccoli proprietari terrieri in più di 60 paesi attraverso una migliorata produzione vegetale | [ 97 ] [ 98 ]        |
| 2020 | Rattan Lal                | India Stati Uniti           | Per un approccio suolocentrico per un incremento sostenibile della produzione di cibo | [ 99 ] [ 100 ]       |
| 2021 | Shakuntala H. Thilsted    | Trinidad e Tobago Danimarca | Per i risultati ottenuti con un approccio pionieristico sensibile alla nutrizione e basato sulla pesca | [ 101 ] [ 102 ]      |
| 2022 | Cynthia Rosenzweig        | Stati Uniti                 | Per il suo lavoro pioneristico nel creare un modello dell'impatto dei cambiamenti climatici sulla produzione mondiale di cibo | [ 103 ] [ 104 ]      |

## Eventi associati
La Fondazione si è espansa in un numero di eventi associati tra i quali il Norman E. Borlaug International Symposium, anche come World Food Prize Symposium o Dialogo Borlaug. Un Istituto per la Gioventù fu fondato nel 1994 per motivare i più giovani all'agricoltura, al cibo, alla popolazione e scienze connesse.  Istituti per la gioventù sono stati istituiti in 24 stati degli Stati Uniti, e in tre altri Paesi. Sulla base di saggi, studenti delle scuole superiori vengono selezionati per prendere parte alle attività di questi istituti. La partecipazione a questi istituti rende anche idonei a un programma interno di otto settimane.
L'internato della Borlaug-Ruan International fornisce agli studenti delle scuole superiori un'opportunità di otto settimane per un'esperienza di prima mano lavorando con scienziati moderni e membri della politica nell'area della fame e della nutrizione in un centro di ricerche all'avanguardia nel mondo. L'internato fu fondato nel 1998 e ha visto oltre 350 interni Borlaug-Ruan viaggiare in 34 centri di ricerca in agricoltura nel mondo. Il Summit dello Iowa sulla Fame ha avuto luogo durante la settimana degli eventi del World Food Prize fin dal 2007.  L'evento è aperto al pubblico e celebra il ruolo che lo Iowa gioca nel combattere la fame e nell'avanzamento della sicurezza del cibo ogni anno.